# Aciphylla divisa
Aciphylla divisa är en flockblommig växtart som beskrevs av Thomas Frederic Cheeseman. Aciphylla divisa ingår i släktet Aciphylla och familjen flockblommiga växter. Inga underarter finns listade i Catalogue of Life.